# حمله پهپادی

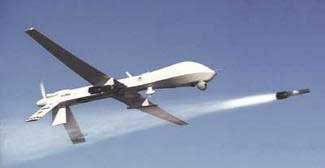
نمایی از پهپاد «ام‌کیو-۱ پرداتور» در حال پرتاب موشک - ۲۰۱۰

حملهٔ پهپادی یا حملهٔ هواپیمای بی‌سرنشین به حمله یک یا چند هواپیمای جنگی بی‌سرنشین (پهپاد رزمی) یا وسیله نقلیهٔ هوایی بدون سرنشین تجاری مسلح (پهپاد) می‌گویند.
در وسایل نقلیه هوایی جنگی بدون سرنشین، یک حمله معمولاً شامل شلیک موشک یا رها کردن بمب در یک هدف می‌باشد.  این هواپیمای بدون سرنشین ممکن است به سلاح‌هایی مانند بمب‌های هدایت شونده، بمب‌های خوشه‌ای، دستگاه‌های آتش‌نشانی، موشک‌های هوا به زمین، موشک‌های هوا به هوا، موشک‌های هدایت شونده ضد تانک یا انواع دیگر مهمات با هدایت دقیق، اتو کارون و مسلسل مجهز شود. از اواخر قرن گذشته، بیشتر حملات هواپیماهای بدون سرنشین توسط ارتش آمریکا در کشورهایی مانند افغانستان، پاکستان، سوریه، عراق، سومالی و یمن با استفاده از موشک‌های هوا به زمین انجام شده‌است.
حمله هواپیماهای بدون سرنشین به منظور قتل‌های هدفمند توسط چندین کشور استفاده می‌شود.
طبق گزارش‌ها، تنها کشورهای ایالات متحده، اسرائیل، چین، ایران، ایتالیا، هند، پاکستان، روسیه، ترکیه و لهستان از سال ۲۰۱۹ هواپیمای جنگی بدون سرنشین عملیاتی تولید کرده‌اند.
حملهٔ هواپیماهای بدون سرنشین توسط هواپیماهای بدون سرنشین تجاری مسلح (پهپادها) مانند بارگیری با بارهای خطرناک قابل انجام است و به سمت اهداف آسیب‌پذیر سقوط کرده یا بالای سر آن‌ها منفجر می‌شود. آن‌ها همچنین می‌توانند نارنجک دستی یا مهمات دیگر را رها کنند. بارهای این پهپادها می‌تواند شامل مواد منفجره، گلوله‌های انفجاری یا شرپنل‌ها، مواد شیمیایی، رادیولوژیکی یا بیولوژیکی باشد. هواپیماهای بدون سرنشین متعدد ممکن است همزمان به اصطلاح «حملهٔ دسته‌ای هواپیمای بدون سرنشین» حمله کنند. سیستم‌های ضد پهپادی توسط کشورها برای مقابله با تهدیدات حملات پهپادها تولید می‌شوند. با این حال، مقابله و جلوگیری از این حملات کار دشواری است. به گفتهٔ جیمز راجرز، فردی آکادمیک که در حال مطالعه و تحقیق روی هواپیماهای بدون سرنشین جنگی است: «در حال حاضر بحث بزرگی بر سر یافتن بهترین راه مقابله با این پهپادهای کوچک وجود دارد، که ممکن است مورد استفاده علاقه‌مندان برای ایجاد کمی مزاحمت قرار بگیرند یا اینکه یه دست یک فرد تروریست برای مقاصد شرورانه‌تر مورد استفاده قرار گیرد.»

## حمله هواپیماهای بدون سرنشین توسط ایالات متحده
در سال ۱۹۹۱، هر دو هواپیمای بدون سرنشین AAI RQ-2 Pioneer و AeroVironment FQM-151 Pointer برای نظارت در طول جنگ خلیج فارس مورد استفاده قرار گرفتند. در سال ۱۹۹۳، پهپادهای عمومی GNAT Atomics برای نظارت در جنگ‌های یوگسلاوی مورد آزمایش قرار گرفتند. در سال‌های ۲۰۰۱ تا ۲۰۰۲، هواپیماهای بدون سرنشین ژنرال Atomics MQ-1 Predator مجهز به موشک برای حمله به اهداف دشمن شدند.
با این حال بن امرسون، بازرس ویژه شورای حقوق بشر سازمان ملل متحد اظهار کرد که حملات پهپادهای آمریکا ممکن است قوانین بشردوستانه بین‌المللی را نقض کرده باشد. به گزارش اینترسپت «از ژانویه ۲۰۱۲ تا فوریه ۲۰۱۳، حملات هوایی عملیات ویژه ایالات متحده بیش از ۲۰۰ نفر را کشته‌است. از این تعداد، فقط ۳۵ مورد هدف قرار گرفته‌اند. در طی یک دورهٔ ۵ ماهه این عملیات، طبق اسناد و مدارک، نزدیک به ۹۰ درصد از کشته شدگان در حملات هوایی اهداف مورد نظر گرفته شده نبوده‌اند.» توانایی ارسال هواپیماهای بدون سرنشین برای جنگیدن باعث می‌شود تعداد کشته شدگان آمریکایی به میزان قابل توجهی کم شود.
در اوت سال ۲۰۱۸، الجزیره گزارش داد که یک ائتلاف به رهبری عربستان سعودی «با شورشیان حوثی معاملات پنهانی با القاعده در یمن برقرار کرده و صدها نفر از مبارزان این گروه را استخدام می‌کند. … چهره‌های اصلی این توافق نامه گفتند که ایالات متحده از برنامه‌ها آگاهی داشته و حملات هواپیماهای بدون سرنشین علیه گروه مسلح را که توسط اسامه بن لادن در سال ۱۹۸۸ ایجاد شده بود، به تعویق انداخته.»